# Athletic Club 2013-2014 (femminile)
Questa voce raccoglie le informazioni riguardanti l'Athletic Club nelle competizioni ufficiali della stagione 2013-2014.

## Stagione
Nella stagione 2013-2014 l'Athletic Club ha disputato la Primera División, massima serie del campionato spagnolo femminile di calcio, concludendo al secondo posto con 69 punti conquistati in 30 giornate, frutto di 22 vittorie, 3 pareggi e 5 sconfitte, a dieci punti di distanza dal Barcelona, primo classificato. Nella Copa de la Reina è subito stato eliminato ai quarti di finale dal Levante.

## Rosa
Rosa e numeri come da sito ufficiale.
| N. |                   | Ruolo | Calciatrice    |
| -- | ----------------- | ----- | -------------- |
| 1  | Spagna (bandiera) | P     | Ainhoa Tirapu  |
| 2  | Spagna (bandiera) | D     | Eztizen Merino |
| 3  | Spagna (bandiera) | D     | Joana Arranz   |
| 4  | Spagna (bandiera) | D     | Irene Paredes  |
| 5  | Spagna (bandiera) | C     | Maite Lizaso   |
| 6  | Spagna (bandiera) | C     | Joana Flaviano |
| 7  | Spagna (bandiera) | A     | Nekane Díez    |
| 8  | Spagna (bandiera) | C     | Arrate Orueta  |
| 9  | Spagna (bandiera) | A     | Irune Murua    |
| 10 | Spagna (bandiera) | D     | Iraia Iturregi |
| 11 | Spagna (bandiera) | C     | Silvia Ruiz    |
| 12 | Spagna (bandiera) | A     | Manuela Lareo  |
| 14 | Spagna (bandiera) | C     | Eunate Arraiza |

| N. |                   | Ruolo | Calciatrice       |
| -- | ----------------- | ----- | ----------------- |
| 15 | Spagna (bandiera) | C     | Alazne Gómez      |
| 16 | Spagna (bandiera) | C     | Amaia Olabarrieta |
| 17 | Spagna (bandiera) | C     | Elisabeth Ibarra  |
| 18 | Spagna (bandiera) | D     | Leire Landa       |
| 19 | Spagna (bandiera) | A     | Erika Vázquez     |
| 20 | Spagna (bandiera) | D     | Saioa González    |
| 21 | Spagna (bandiera) | D     | Vanesa Gimbert    |
| 24 | Spagna (bandiera) | C     | Izaskun Leoz      |
| 25 | Spagna (bandiera) | P     | Jone Guarrotxena  |
| 26 | Spagna (bandiera) | C     | Arene Altonaga    |
| 27 | Spagna (bandiera) | C     | Ainhoa Álvarez    |
| 28 | Spagna (bandiera) | P     | Ane Otxoa         |

## Statistiche
| Competizione     | Punti | In casa | In casa | In casa | In casa | In casa | In casa | In trasferta | In trasferta | In trasferta | In trasferta | In trasferta | In trasferta | Totale | Totale | Totale | Totale | Totale | Totale | DR  |
| Competizione     | Punti | G       | V       | N       | P       | Gf      | Gs      | G            | V            | N            | P            | Gf           | Gs           | G      | V      | N      | P      | Gf     | Gs     | DR  |
| ---------------- | ----- | ------- | ------- | ------- | ------- | ------- | ------- | ------------ | ------------ | ------------ | ------------ | ------------ | ------------ | ------ | ------ | ------ | ------ | ------ | ------ | --- |
| Primera División | 69    | 15      | 12      | 2       | 1       | 51      | 9       | 15           | 10           | 1            | 4            | 28           | 13           | 30     | 22     | 3      | 5      | 79     | 22     | +57 |
| Copa de la Reina | -     | 1       | 0       | 0       | 1       | 0       | 2       | -            | -            | -            | -            | -            | -            | 1      | 0      | 0      | 1      | 0      | 2      | -2  |
| Totale           | -     | 16      | 12      | 2       | 2       | 51      | 11      | 15           | 10           | 1            | 4            | 28           | 13           | 31     | 22     | 3      | 6      | 79     | 24     | +55 |